# Ferrari Mondial

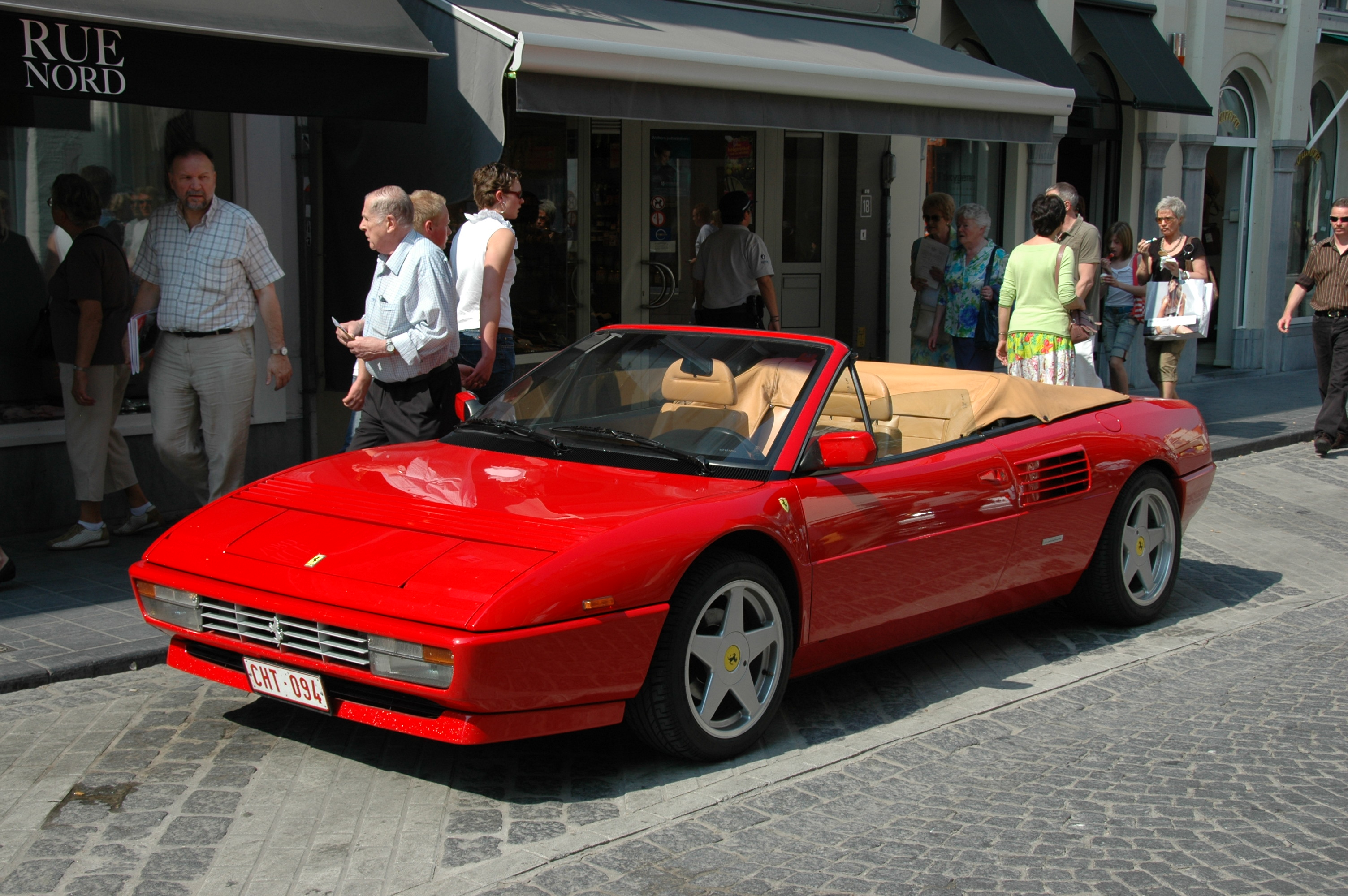
Une Ferrari Mondial T Cabriolet.

Les Ferrari Mondial sont des automobiles produites par Ferrari entre 1980 et 1993. Ces modèles partagent comme caractéristiques une configuration 2+2 des sièges, et l'utilisation d'un moteur V8 en position centrale arrière.

## Mondial 8

### Contexte
La Ferrari 308 GT4 n'avait pas obtenu un succès commercial aussi grand qu'espéré et, selon Enzo Ferrari, non pas à cause de ses caractéristiques mécaniques de coupé 2+2 avec moteur central, mais en raison de sa ligne signée Bertone. Il aurait peut-être été opportun de confier le dessin de la voiture au carrossier habituel de Ferrari, Pininfarina pour obtenir de meilleures ventes. C'est avec cet objectif qu'en 1980 la Mondial 8 est présentée sur le marché.
Le nom "Mondial" fait référence à l'appellation d'une quatre cylindres sport-compétition des années cinquante, déjà dessinée par Pininfarina, tandis que le chiffre 8 indique le nombre de cylindres du moteur.
Le public donna tort aux créateurs de la Mondial 8, qui n'eut pas plus de succès que la 308 GT4. C'était la disposition mécanique particulière de ces modèles, qui ne permettait pas d'obtenir une ligne aussi élancée et sportive que celle des autres Ferrari, qui occasionnait des critiques. De plus, les performances de ce modèle étaient considérées comme vraiment insuffisantes.

### Aspect
En réalité, Pininfarina, qui réalisa une voiture entièrement nouvelle, conserva des lignes proches de celles de la 308 GT4, tendues et carrées, mais avec un montant arrière prolongé par deux épines dorsales et un habitacle avancé. Pour alléger les flancs furent installées deux grandes grilles latérales et un profilé noir, qui soulignaient les montants arrière et la partie du toit au-dessus de la lunette.

### Habitacle
L'intérieur offrait 4 sièges individuels, avec à l'arrière un large accoudoir central pour les séparer.
L'empattement plus long donne à la Mondial 8 un habitacle plutôt spacieux. Par rapport aux 308 GTB et GTS, les surfaces vitrées plus grandes, la présentation plus travaillée et la meilleure finition la rendent plus confortable pour une utilisation fréquente. Les sièges sont en cuir Connolly, et le volant à trois branches frappé du Cavallino et la grille du levier de vitesse en métal rappellent les autres Ferrari.

### Moteur et transmission
Pour respecter les normes anti-pollution en vigueur aux États-Unis, le V8 de 2 926 cm³, comme cela avait été le cas sur les 308 GTBi, fut équipé d'une injectionBosch k-jetronic ce qui donnait un taux de compression réduit. La puissance était modeste, 215 ch seulement et les performances (219 km/h en vitesse de pointe), bien inférieures à celles de la 308 GT4.

### Châssis et suspensions
Le châssis tubulaire était semblable à celui de la GT4, mais l'empattement était allongé de 10 cm. Un berceau démontable inédit pour la marque portait le moteur, l'ensemble boîte-pont et les suspensions arrière afin de faciliter la tâche des réparateurs.

## Mondial Quattrovalvole

### Contexte
Le problème du manque de puissance de la Mondial fut résolu dès août 1982 avec le lancement de la Mondial Quattrovalvole, équipée du V8 qui équipait la toute récente 308 GTB Quattrovalvole afin d'en augmenter les performances.
Le nom "Quattrovalvole", parfois abrégé QV, fait référence aux 4 soupapes par cylindre du moteur.

### Aspect
La ligne en coins de la Mondial 8 est conservée sur ce modèle. Un logo "Quattrovalvole" vient caractériser cette version à l'arrière de la carrosserie.

### Habitacle
Quelques modifications furent apportées à l'intérieur de la Mondial QV, principalement une refonte de l'aspect de la console centrale, et quelques modifications aux panneaux de portières et au volant.

### Moteur et transmission
Le moteur est un V8 à 32 soupapes de 2 926 cm³ (cylindrée inchangée par rapport à la Mondial 8) qui développe 240 ch. Il s'agit du bloc qui équipait la toute récente 308 GTB Quattrovalvole. Les performances de la voiture furent revues à la hausse grâce à cette évolution. Le magazine automobile Motor parvint à mesurer un 0 à 100 km/h en 6,4 secondes et un 0 à 160 km/h en 16,2 secondes ; la Mondial 8 avait besoin de 8,5 et 25 secondes pour réaliser ces mêmes tests.

### Châssis et suspensions
Le châssis et les suspensions de la Mondial QV sont quasiment inchangés par rapport à la Mondial 8. L'objectif principal de cette nouvelle version était bien l'augmentation des performances.

## Ferrari Mondial Cabriolet

### Mondial Cabriolet
L'évolution du niveau des ventes n'arriva qu'en 1983 avec le lancement de la Mondial QV Cabriolet. L'absence de toit bénéficia énormément à la ligne générale, voulue très proche de celle du coupé avec la capote en place. Le châssis tubulaire permit de limiter l'augmentation du poids à 55 kg. La Mondial Cabriolet obtint un énorme succès, surtout aux États-Unis qui ont absorbé 80 % de la production.
La Mondial Cabriolet est la première Ferrari découvrable depuis la Daytona Spider des années 1970.
À l'écran, elle apparaît dans le clip de la chanson interprétée par Madonna, Material Girl, et aussi au début d'un clip (visible sur YouTube) de la chanson Cheri, Cheri Lady du duo allemand Modern Talking (). 

## 3.2 Mondial

### Contexte
En 1985 les Mondial Coupé et Cabriolet évoluèrent esthétiquement et mécaniquement, afin de suivre de près l'évolution de la lignée des berlinettes V8 2 places de la marque dictée par la 328.

### Aspect
Les modifications de carrosserie, plus  importantes que lors du passage de la Mondial 8 à la QV, concernaient principalement l'avant avec des pare chocs parfaitement intégrés et de la même couleur que la carrosserie, imitant ainsi la 328.

### Moteur et transmission
Du côté mécanique, le moteur passait à 3 185 cm³ et 270 ch (255 Cv pour les versions catalysées) ce qui donnait à la voiture des prestations enfin dignes d'une "vraie" Ferrari aux yeux des acheteurs. Point non négligeable, l’entretien de ce modèle est grandement facilité et économique, en effet il n’est pas nécessaire de sortir le moteur pour assurer les grandes révisions comme le changement de courroie de distribution.

## Mondial T

### Contexte
C'est au salon de Genève 1989, que la Mondial T, dernière évolution de la Ferrari Mondial, a été présentée.
Sa production s'arrêta définitivement en 1993.

### Aspect
À l'extérieur, quelques légères retouches à l'avant de la voiture et des prises d'air plus petites sur les flancs la différencient de la 3.2 Mondial.

### Habitacle
Une refonte complète de l'habillage de l'habitacle est effectuée à l'intérieur, pour lui donner un aspect plus qualitatif et une finition plus proche des standards du luxe de l'époque.

### Moteur et transmission
La partie mécanique qui subit une grosse évolution technique, avec l'adoption du V8 de la 348. Le moteur, auparavant en position transversale, est placé à présent en position longitudinale et la boîte de vitesses devient transversale d'où l'appellation T du modèle, avec un embrayage en porte-à-faux à l'arrière.
La cylindrée du moteur est portée à 3 405 cm³ (avec un alésage de 85 mm et une course de 75 mm) la puissance atteint les 300 ch. à 7 200 tr/min (avec un couple de 33 kgm à 4 200 tr/min). Avec la nouvelle distribution des masses et l'augmentation de la puissance, la Mondial T, dans ses versions Coupé et Cabriolet, atteignait les 255 km/h, tout en conservant une grande facilité de conduite.
L’entretien triennal est particulièrement délicat et coûteux car il nécessite de retirer le moteur pour procéder aux changements de courroies (dont la distribution).

### Mondial T Cabriolet
La Mondial T Cabriolet a été présentée en même temps que la version coupé.

Les exemplaires destinés au marché européen possèdent un châssis tubulaire en acier portant la référence F 108 AL/DN. À partir du numéro de châssis 75 000, les nombres pairs et impairs sont utilisés pour les voitures de série. Les cabriolets ayant été fabriqués à partir de ce numéro, elles portent donc des numéros de châssis pairs et impairs. 1017 exemplaires portant les numéros de châssis 80 339 à 97 733 ont été produits entre 1989 et 1993. Son poids à sec est de 1468 kg, elle atteint une vitesse maximale de 255 km/h, établissant le 0 à 100 km/h en 6.3 s, le 0 à 400 m en 14.3 s et le 0 à 1000 m en 25.8s. 

## Héritage
Après la Mondial, Ferrari n'a plus fabriqué de modèle "2+2" avec un moteur V8 en position centrale arrière. On peut cependant considérer aujourd'hui que le modèle qui s'approche le plus du positionnement dans la gamme de la Mondial est la California, bien que celle-ci ait un V8 en position centrale avant et un toit rigide rétractable qui en fait à la fois un coupé et un cabriolet.